# Aderus trilineatus
Aderus trilineatus es una especie de coleóptero de la familia Aderidae. Fue descrita científicamente por Maurice Pic en 1920.

## Distribución geográfica
Habita en las montañas Usambara (Tanzania).